# Jacaraú
Jacaraú este un oraș în Paraíba (PB), Brazilia.